# 誉田龍一
誉田 龍一（ほんだ りゅういち、1963年3月3日 - 2020年3月9日）は、日本の小説家。
日本推理作家協会会員、本格ミステリ作家クラブ会員
、操觚の会会員。本名は上田 隆祥（うえだ たかよし）。

## 来歴
大阪府泉佐野市出身。早稲田大学政治経済学部中退。
学習塾講師を経て、2006年「消えずの行灯」で第28回小説推理新人賞を受賞してデビュー。
2020年3月9日、心不全のため死去。57歳没。同年7月に日本歴史時代作家協会から慰労賞を贈られた。

## 作品リスト

### 単行本
- 『消えずの行灯　本所七不思議捕物帖』（2007年10月、双葉社）
- 『なにわ春風堂』1「なぞの金まき男」（2008年12月、くもん出版）
- 『なにわ春風堂』2「首だけのお化けが笑う」（2008年12月、くもん出版）
- 『なにわ春風堂』3「炎をこえて生きてゆけ」（2008年12月、くもん出版）
- 『YUKICHI-福沢諭吉の青春物語』（2011年12月、くもん出版）

### 文庫
- 『消えずの行灯 本所七不思議捕物帖』（2009年5月 双葉文庫）
- 『大目付光三郎 殿様召捕り候』（2013年12月、コスミック出版）
- 『大目付光三郎 殿様召捕り候 暗殺』（2014年4月、コスミック出版）
- 『大目付光三郎 殿様召捕り候 刺客』（2014年7月、コスミック出版）
- 『大目付光三郎 殿様召捕り候 謀反』（2014年10月、コスミック出版）
- 『大目付光三郎 殿様召捕り候 騒動』（2015年1月、コスミック出版）
- 『窓際同心　定中役捕物帖』(2015年2月、徳間書店)
- 『殿さま同心 天下御免』（2015年4月、コスミック出版）
- 『殿さま同心 天下御免 旗本殺し』（2015年8月、コスミック出版）
- 『殿さま同心 天下御免 奉行暗殺』（2015年11月、コスミック出版）
- 『使の者の事件帖（一） 女湯に刀掛け』（2015年11月、双葉文庫）
- 『金と銀 定中役捕物帖』(2015年12月、徳間書店)
- 『使の者の事件帖（二） 口に蜜あり腹に剣あり』（2016年2月、双葉文庫）
- 『殿さま同心 天下御免 上様襲撃』（2016年3月、コスミック出版）
- 『使の者の事件帖（三） 何れ菖蒲か杜若』（2016年5月、双葉文庫）
- 『お裁き将軍 天下吟味 公事上聴』（2016年7月、コスミック出版）
- 『使の者の事件帖（四） 魚の目に水見えず』（2016年8月、双葉文庫）
- 『お裁き将軍 天下吟味 幽霊退治』（2016年10月、コスミック出版）
- 『使の者の事件帖（五） 終わりよければすべてよし』（2016年11月、双葉文庫）
- 『将軍を蹴った男 松平清武江戸奮闘記』（2017年2月、コスミック出版）
- 『見破り同心 天霧三之助』(2017年4月、徳間書店)
- 『泣き虫先生、江戸にあらわる 手習い所純情控帳』（2017年5月、双葉文庫）
- 『将軍を蹴った男 松平清武江戸改革記』（2017年6月、コスミック出版）
- 『泣き虫先生、幽霊を退治する 手習い所純情控帳2』（2017年6月、双葉文庫）
- 『隼人始末剣 最強の本所方与力』（2017年10月、コスミック出版）
- 『泣き虫先生、棒手振りになる　手習い所純情控帳3』（2017年10月、双葉文庫）
- 『隼人始末剣 最強の本所方与力 大岡暗殺』（2018年2月、コスミック出版）
- 『泣き虫先生、父になる 手習い所純情控帳4』（2018年2月、双葉文庫）
- 『世直し将軍家治 天下成敗組、見参！』（2018年6月、コスミック出版）
- 『日本一の商人 茜屋清兵衛奮闘記』（2018年9月、角川文庫）
- 『世直し将軍家治 旗本誅殺！』（2018年10月、コスミック出版）
- 『暁に奔る 御庭番闇日記』（2018年11月、双葉文庫）
- 『天下御免の剣客大名 巨城奪還』（2019年3月、コスミック出版）
- 『漆黒に駆ける 御庭番闇日記【二】』（2019年3月、双葉文庫）
- 『天下御免の剣客大名 江戸入城』（2019年6月、コスミック出版）
- 『最後の大疾走 御庭番闇日記【三】』（2019年7月、双葉文庫）
- 『日本一の商人 茜屋清兵衛、危機一髪』（2019年7月、角川文庫）
- 『よろず屋お市 深川事件帖』（2019年9月、ハヤカワ文庫）
- 『天下を駆ける 菊と葵の拝領剣』（2019年11月、コスミック出版）
- 『ファイヤーファイター 〜命がけのバディ〜』（2019年12月、マイナビ出版ファン文庫）
- 『よろず屋お市 深川事件帖２ 親子の情』（2020年1月、ハヤカワ文庫）

### アンソロジー
- 短編「二百六十八年目の失意―苦無花お初外伝」～収録『幕末スパイ戦争』(2015年8月、徳間書店)
- 短編「天が遣わせし男」～収録『幕末暗殺！』(2018年1月、中央公論新社)
- 短編「三十九里を突っ走れ！」～収録『伝奇無双「秘宝」 』( 2019年3月、戯作舎文庫) (電子書籍)
- 短編「血抜き地蔵」～収録『妖ファンタティスカ』(2019年5月、アトリエサード)
- 短編「Seppuku」「The Thirteenth Night」(KARIGINU Yayoi名義)～収録『Strokes of Brush and Blade: Tales of the Samurai』(2019年8月、Kurodahan Press)

### その他
- 『小説を書きたい人の本』（2013年9月、成美堂出版）
- 『NHKシャーロックホームズ 推理クイズブック』（2014年11月、主婦と生活社）NHK「シャーロックホームズ」制作チーム一員
- 『第12回江戸文化歴史検定「今年のお題」テキストブック　疾走!幕末・維新 新選組結成から戊辰戦争まで』（2017年6月、江戸文化歴史検定協会）序章、1章、3章、4章、終章、担当
- 『横浜1963』（伊東潤著） 解説（2019年7月、文藝春秋）

### 未刊行・未収録作品
- 「逆さ銀杏」（短編小説推理2008年9月号、双葉社)
- 「殺意の交差点」（短編問題小説2010年6月号、徳間書店)
- 「不完全な動機」（短編問題小説2011年8月号、徳間書店)
- 「六本木」（短編小説推理2011年11月号、双葉社)

### 雑誌・ムック
- 「西郷隆盛 勝海舟との強い絆が、江戸無血開城を実現した」（歴史街道2018年2月号、PHP研究所)
- 「坪井航三 単縦陣が勝つ！ その時、世界の海戦の常識が変わった」（歴史街道2019年7月号、PHP研究所)
- 「吉川経家 鳥取籠城、自らの命で部下を守った「天下り上司」」（歴史街道2019年10月号、PHP研究所)
- 「文禄・慶長の役 李舜臣と小西行長、死罪から復活した二人は…」（歴史街道2019年11月号、PHP研究所)
- 「緒戦の快進撃の立役者となった名将「韋駄天ハインツ」」（歴史街道2019年12月号、PHP研究所)
- 「神流川の戦いX滝川一益・北条氏政 信長横死を聞いた二人の将それぞれの決断、そして…」（歴史街道2020年1月号、PHP研究所)
- 「名将・今村均 男が守り抜いたもの 【南寧・蘭印作戦】大軍相手の防衛戦と攻略戦で見せた「将器」」（歴史街道2020年3月号、PHP研究所)

### 電子書籍
- 短編「事故 河村警部補―取調室シリーズ」（2008年12月、パブリッシングリンク）
- 短編「瑠璃垣冴の解析事件簿」（2010年2月、パブリッシングリンク）
- 短編「動機 河村警部補―取調室シリーズ」（2010年7月、パブリッシングリンク）
- 短編「白昼のロシアンルーレット―瑠璃垣冴の解析事件簿2」（2011年4月、パブリッシングリンク）
- 短編「記憶 河村警部補―取調室シリーズ」（2012年7月、パブリッシングリンク）
- 短編「天下取らせます　名軍師・黒田官兵衛に学ぶ天下奪取11の教え」（2015年1月、パブリッシングリンク）
- 短編集「首都高の神様」プロローグ料金徴収所、湾岸線のランデブー、四号新宿線のバトン、山手トンネルのプロミス、都心環状線のドットアンドライン、上野線のシークレットミッション、都心環状線のチェリーブロッサム、池袋線のランナウェイ、エピローグ料金徴収所を収録（2015年5月、パブリッシングリンク）
- 短編集「トワイライトストーリー」顔、蛙女房、蛍光、離岸流、憧憬、夢屋の女、傘、サンタクロースへのプレゼント、神前の小僧叶わぬ恋を病む。を収録（2016年8月、パブリッシングリンク）
- 短編「三十九里を突っ走れ！」～収録『伝奇無双「秘宝」 』(2019年3月、戯作舎文庫)